# Amalda sibuetae
Amalda sibuetae là một loài ốc biển, là động vật thân mềm chân bụng sống ở biển trong họ Olividae, ốc ôliu.

## Phân bố
Chúng phân bố ở tây bắc Đại Tây Dương.